# هويسايجا
بلدية هويسايجا (بالإسبانية: Huécija)‏, هي بلدية تقع في مقاطعة المرية. جنوب شرق إسبانيا. يبلغ عدد سكانها 539 نسمة.

## وصلات خارجية
- (بالإسبانية)